# Ferenc Pulszky

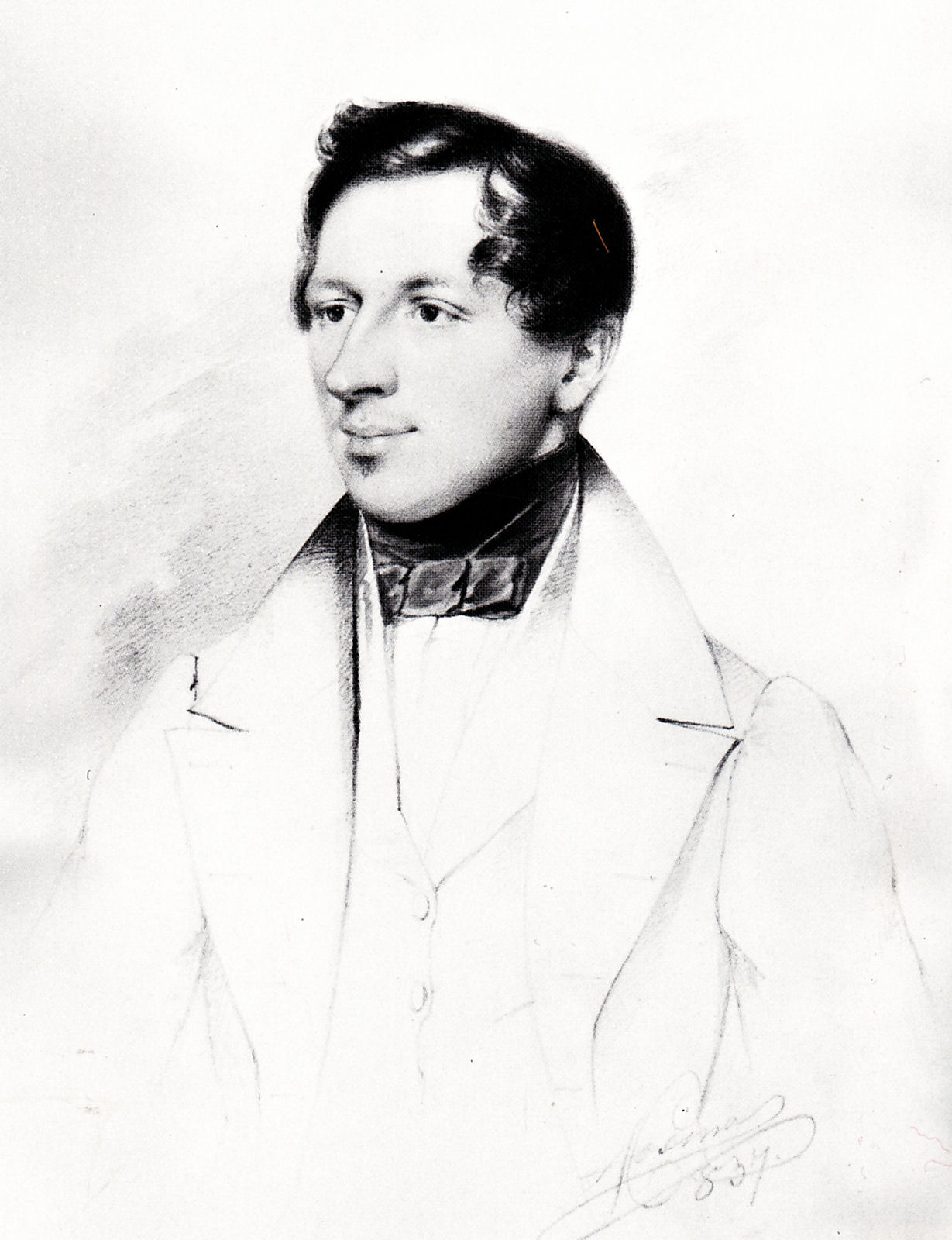
Ferenc Pulszky.

Ferenc Aurél Pulszkyde Cselfalva et Lubócz, född 17 september 1814 i Eperjes, död 9 september 1897 i Budapest, var en ungersk politiker och arkeolog. 
Pulszky började sin bana som advokat och politiker och blev i mars 1848 statssekreterare i finansministeriet. Han förflyttades snart därefter till Wien och var där den egentlige ledaren av Paul III Anton Esterházy de Galanthas kabinett ända till den definitiva brytningen mellan Ungern och dynastin. I oktober samma år blev han medlem av det ungerska nationalförsvarsutskottet och sändes av Lajos Kossuth till London, där han under frihetskriget tillvaratog sitt fosterlands intressen. 
Pulszky dömdes till döden in contumaciam och åtföljde Kossuth på dennes rundresor i Storbritannien och Amerika, vilka han tillsammans med sin vittra hustru, Terese Walter, beskrev i White, Red, Black (tre band, 1853). I fåfängt hopp att förmå Napoleon III och Camillo di Cavour till ingripande för Ungern deltog han därefter i Giuseppe Garibaldis expeditioner 1860. Efter 1866 erhållen amnesti återvände han till sitt hemland och tillhörde 1867–1875 Ferenc Deáks parti i riksdagen. 
Pulszky var sedan ungdomen intresserad av arkeologi och blev 1869 direktör för det ungerska nationalmuseet, vilket han helt omorganiserade. Han författade en mängd arkeologiska, historiska och även skönlitterära arbeten; särskilt kan nämnas Die Kupferzeit in Ungarn (1884) och Magyarország archæologiája (1897). Hans självbiografi Életem és korom utkom 1882 i fyra band (på tyska 1880–1883).